# الإعدام بالفيلة

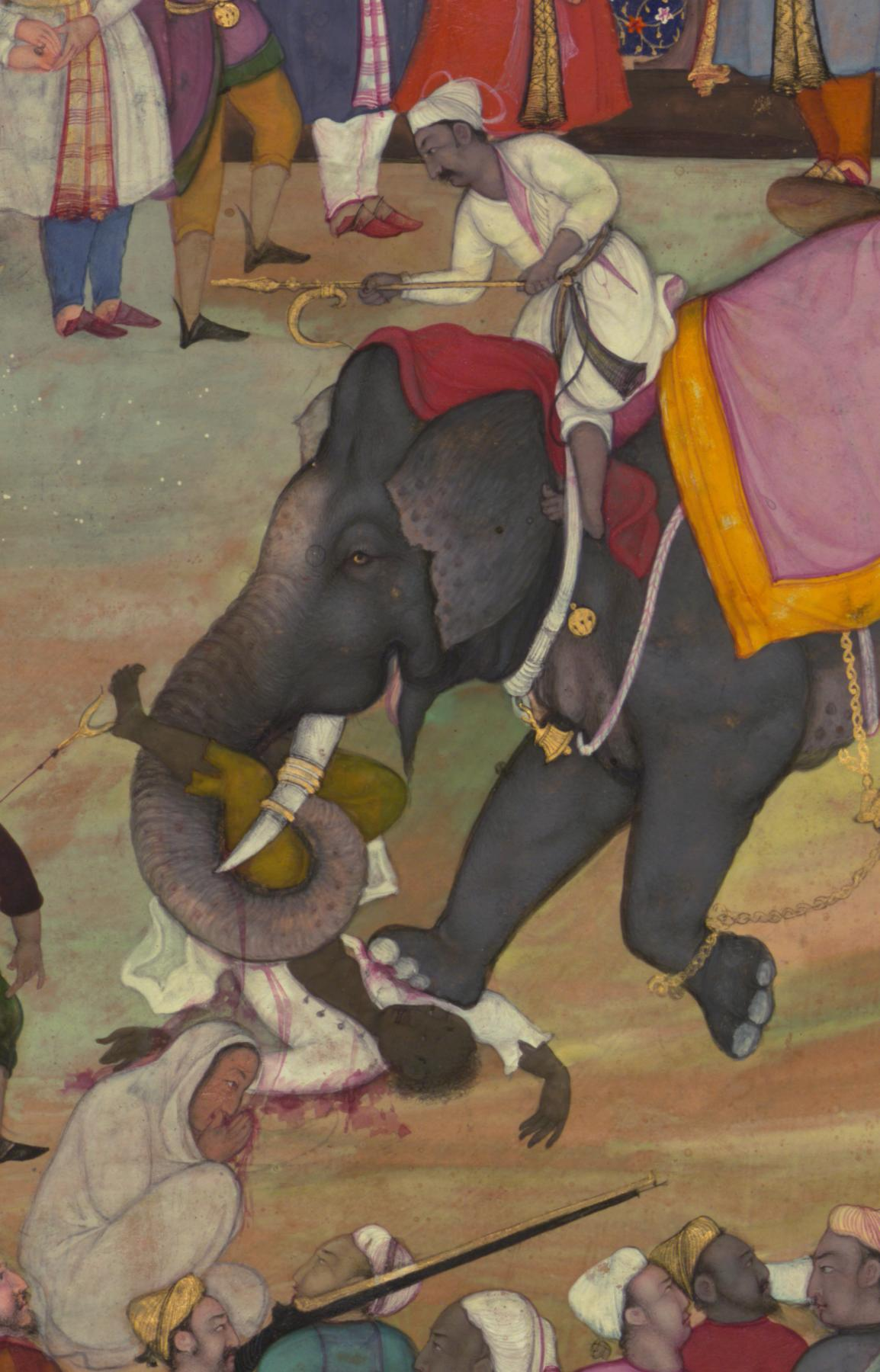
صورة توضيحية من كتاب أكبر توضح إعدام أثناء حكم السلطان جلال الدين أكبر ثالث سلطان مغولي.

الإعدام بالفيلة كانت طريقة شائعة لتنفيذ عقوبة الإعدام في جنوب وجنوب شرق آسيا خاصة في الهند حيث كانت الفيلة الآسيوية تستخدم في سحق وتمزيق أو حتى تعذيب الأسرى في عمليات الإعدام العلنية. تم تدريب الحيوانات لتكون قادرة على قتل الضحايا على الفور أو التعذيب ببطء على مدى فترة طويلة. كانت الفيلة تستخدم للدلالة على السلطة المطلقة للحاكم وقدرته على التحكم في الحيوانات البرية.

## الجوانب الثقافية
ذكاء الفيل والقابلية لترويضه أعطاه قدرًا كبيرًا من الاهتمام أكثر من غيره من الحيوانات البرية مثل الأسود أو الدببة التي قام باستخدامها الرومان في الإعدام. الفيلة يمكن التحكم فيها بسهولة أكبر من الخيول: حيث يمكن تدريب الحصان على خوض المعارك لكنه لن يدهس أحدًا إذا أمرته بذلك بل سيقفز من فوقه لكن الفيلة قادرة على دهس الأعداء، ومن هنا جاءت شهرة الفيلة الحربية مع جنرالات الحروب مثل هانيبال وكسرى، وبالطبع فيل أبرهة الذي ابتغى هدم الكعبة به فباء بالفشل. يمكن تدريب الفيلة على إعدام السجناء بطرق متنوعة كما فعل سلاطين المغول وخاصة السلطان جلال الدين أكبر، ويمكن أن يتم تعليمها على إطالة معاناة الضحية بالموت البطيء عن طريق التعذيب أو قتل الضحية بسرعة بدهسه على رأسه.

## النطاق الجغرافي

النطاق الجغرافي للإعدام بالفيلة

الإعدام بالفيلة تم القيام به في أجزاء كثيرة من العالم الغربي والشرقي على حد سواء  من إمبراطوريات عديدة. أقرب سجلات هذه الإعدامات تعود إلى الفترة الكلاسيكية. ومع ذلك، فإن هذه العادة كانت متأصلة ومتوطدة في ذلك الحين واستمرت كذلك إلى القرن 19. على الرغم من كون الفيلة الأفريقية أكبر حجمًا من الفيلة الآسيوية إلا أن القوى الحاكمة هناك لم تستخدم الفيلة في الحروب أو الاحتفالات مقارنة مع نظرائهم الآسيويين.

## معرض الصور

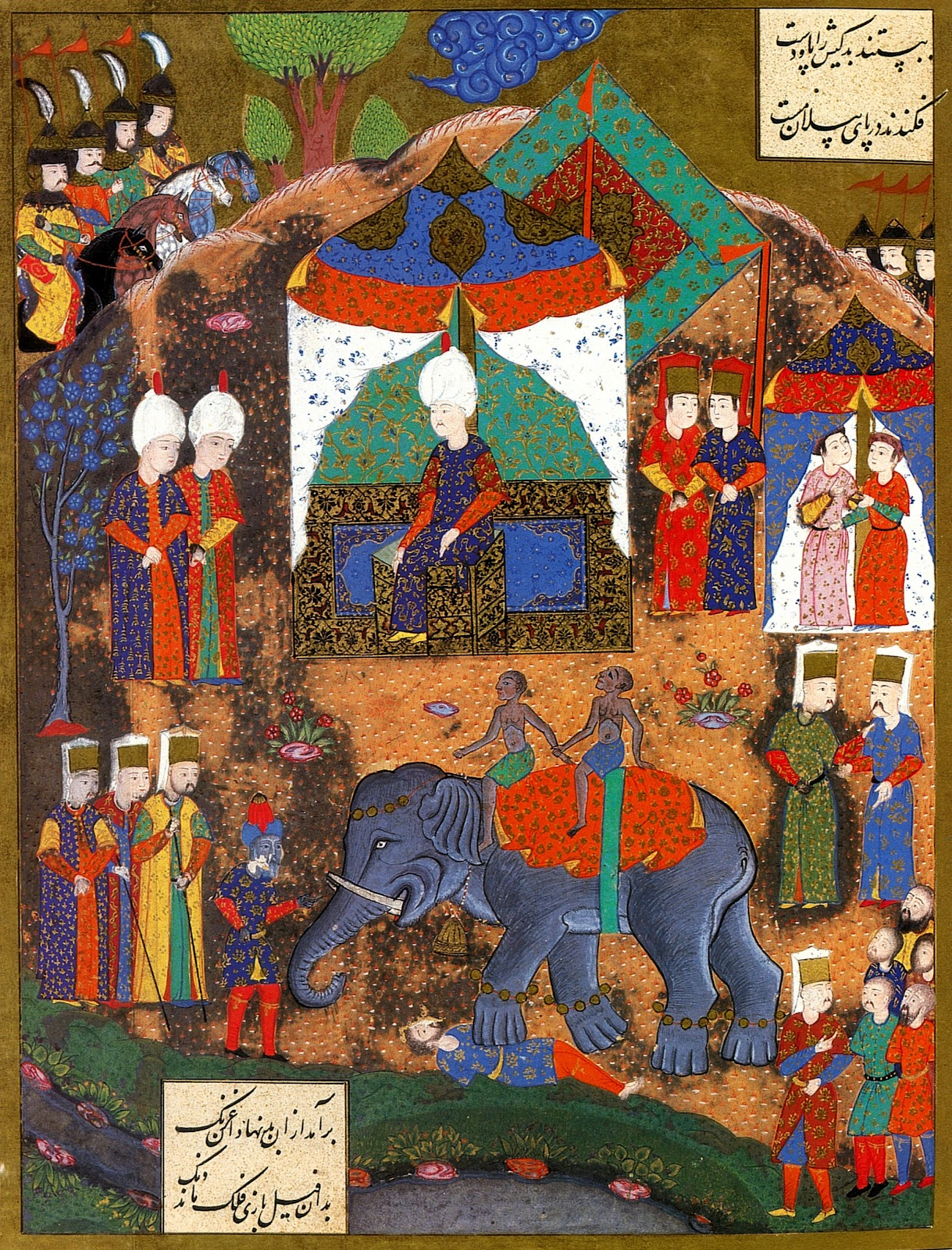
منمنمة عثمانية من كتاب سليمان نامة، تظهر إعداماً لأسير قرب بلغراد بحضور السلطان سليمان القانوني.